# 小行星8748
小行星8748（英語：8748）是一颗围绕太阳公转的小行星。1998年3月31日，林肯近地小行星研究小组在索科罗发现了此天体。
这颗小行星的绝对星等为47.38587930051089等。